# Mauricio Lagos
Mauricio Eduardo Lagos González (Talcahuano, Chile, 5 de abril de 1984) es un futbolista chileno. Juega de mediocampista en el Críspulo Gándara del fútbol amateur de la ciudad de Concepción.

## Clubes
| Club                  | País  | Año            |
| --------------------- | ----- | -------------- |
| Deportes Concepción   | Chile | 2003-2005      |
| Deportes Concepción B | Chile | 2006           |
| Deportes Concepción   | Chile | 2007-2008      |
| Fernández Vial        | Chile | 2008           |
| Naval                 | Chile | 2009           |
| Deportes Concepción   | Chile | 2009-2012      |
| Lota Schwager         | Chile | 2013           |
| Críspulo Gándara      | Chile | 2013- presente |

- Datos: Q6793621